# 北拉斯維加斯
北拉斯維加斯 （英語：North Las Vegas）是美國內華達州克拉克縣的一個城市。2006年人口197,567人，是全州第四大城市。
1946年5月16日設市。